# Zirkonium-96
Zirkonium-96 of 96Zr is een radioactieve isotoop van zirkonium, een overgangsmetaal. De abundantie op Aarde bedraagt 2,8%.
Zirkonium-96 ontstaat onder meer bij het radioactief verval van yttrium-96 en yttrium-97.

## Radioactief verval
Zirkonium-96 vervalt door dubbel β−-verval tot de stabiele isotoop molybdeen-96:
{\displaystyle {\ce {{^{96}_{40}Zr}->{^{96}_{41}Nb}+{e^{-}}+{\bar {\nu }}_{e}}}}
{\displaystyle {\ce {{^{96}_{41}Nb}->{^{96}_{42}Mo}+{e^{-}}+{\bar {\nu }}_{e}}}}
De halveringstijd bedraagt meer dan 20 triljoen jaar.
77Zr · 78Zr · 79Zr · 80Zr · 81Zr · 82Zr · 83Zr · 84Zr · 85Zr · 85mZr · 86Zr · 87Zr · 87mZr · 88Zr · 89Zr · 89mZr · 90Zr · 90m1Zr · 90m2Zr · 91Zr · 91mZr · 92Zr · 93Zr · 94Zr · 95Zr · 96Zr · 97Zr · 98Zr · 99Zr · 100Zr · 101Zr · 102Zr · 103Zr · 104Zr · 105Zr · 106Zr · 107Zr · 108Zr · 109Zr · 110Zr · 111Zr · 112Zr